# Match of the Day
Match of the Day (« Match du jour » en anglais) est une émission de télévision britannique de football, diffusé depuis le 22 août 1964 sur le réseau BBC. L'émission est diffusée tous les samedis soirs en deuxième partie de soirée (aux alentours de 23h20 heure française).
Le présentateur est Gary Lineker, ancien footballeur anglais.
L'émission présente les moments forts de tous les matchs de la journée de Premier League, tout en montrant les buts des journées précédentes.

## Liste des présentateurs
- 1964-1970 : Kenneth Wolstenholme
- 1970-1973 : David Coleman
- 1973-1988 : Jimmy Hill
- 1988-1999 : Des Lynam
- 1999- : Gary Lineker